# Nuccio Bertone
Giuseppe Bertone, también llamado Nuccio, (4 de julio de 1914 - 26 de febrero de 1997) fue un diseñador y constructor de automóviles italiano, continuador de la labor de su padre Giovanni al frente del Gruppo Bertone, una de las empresas que más contribuyó al éxito internacional del diseño italiano a partir de la década de 1950.

## Semblanza

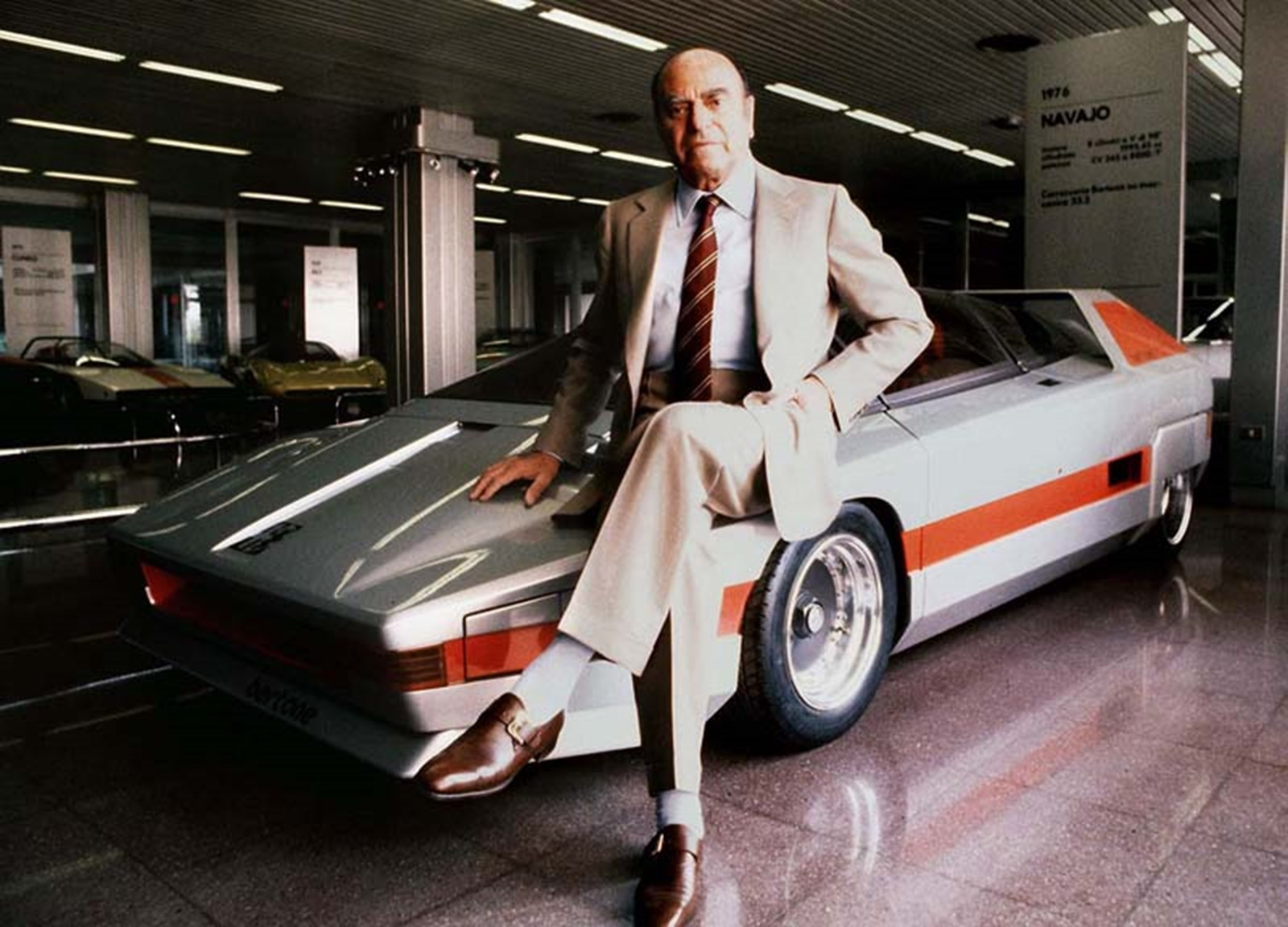
Nuccio Bertone, con un Alfa Romeo Navajo (1976)

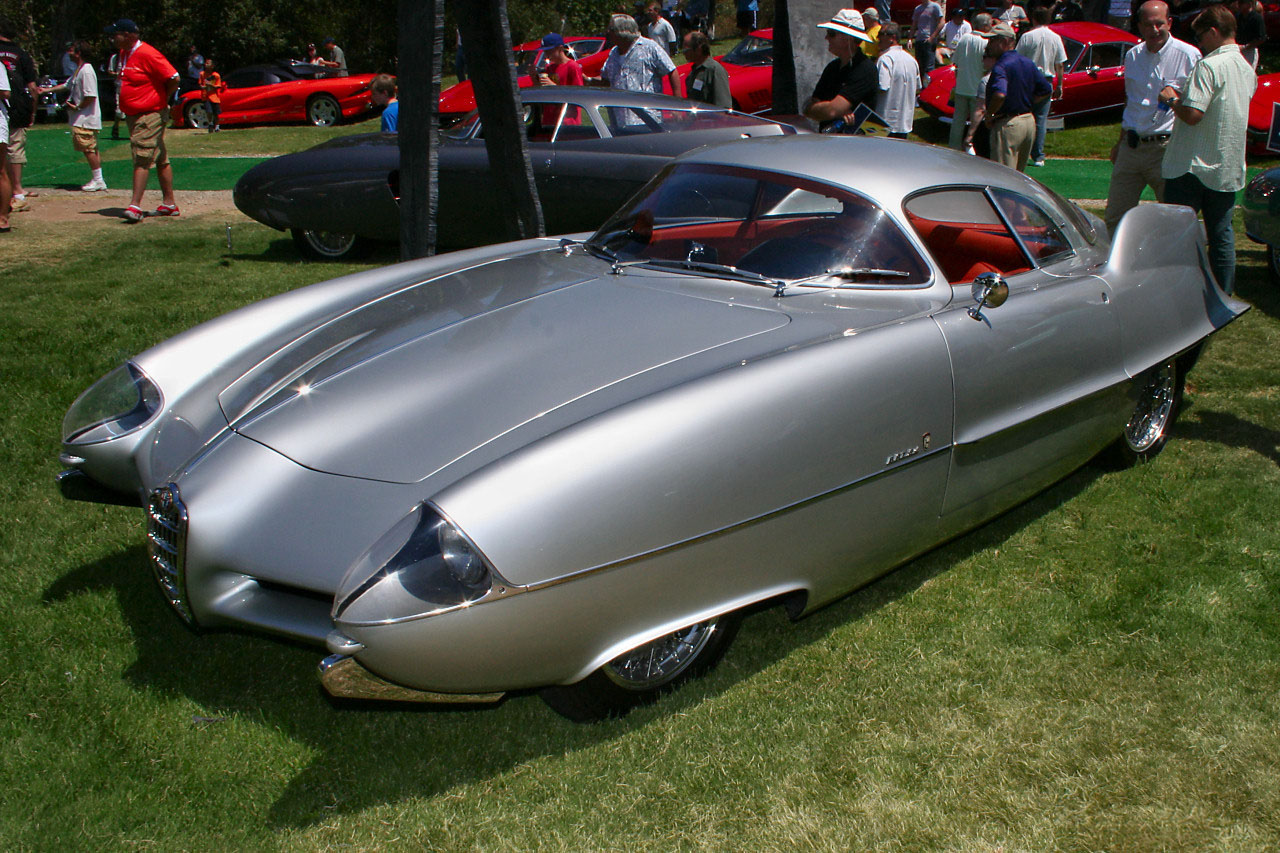
El Alfa Romeo BAT 9

Nacido en Turín en 1914, Nuccio completó su formación como contable, tras lo que se incorporó a Carrozzeria Bertone, la empresa fundada en 1912 por su padre, Giovanni. Después de Segunda Guerra Mundial, se hizo cargo de la compañía, convirtiendo el pequeño negocio familiar en un carrocero de automóviles industrial y en una importante oficina de diseño.
Después de haber competido pilotando coches Fiat, O.S.C.A., Maserati y Ferrari, Bertone decidió diseñar su primer automóvil, y preparó una serie de 200 coches MG, cuyo prototipo presentó en el Salón del Automóvil de Turín de 1952. El concepto Abarth de su modelo llamó la atención en el Salón del Automóvil de París de ese mismo año, y fue elegido para diseñar el reemplazo del Alfa Romeo Disco Volante. Estos coches denominados BAT (Berlina Aerodinámica Tecnica) utilizaban el chasis del Alfa Romeo 1900 Sprint. Bertone también se encargó de diseñar los famosos escúteres Lambretta GP/DL y la serie J.
Dos años más tarde, en Turín, Bertone presentó el concepto Storm Z basado en un chasis Dodge junto con su último concepto BAT y un prototipo del Alfa Romeo Giulietta, que se convertiría en el principal producto de la compañía durante los años siguientes. Bertone construyó más de 31.000 carrocerías en 1960, incluidos diseños para los cupés Fiat 850, Fiat Dino y Simca 1200S, así como para el Alfa Romeo Montreal y los modelos de Lamborghini. Su diseño número 100 fue un Ford Mustang especial, presentado en el Salón del Automóvil de Nueva York de 1965 y encargado por Automobile Quarterly. Entre 1972 a 1989 carrozó el Fiat X1/9.
Bertone resumió su filosofía al presentar el Fiat 850:

"Nuestro papel es la producción de carrocerías de automóviles en las que imponemos las tendencias de estilo, construimos prototipos, desarrollamos el diseño, los métodos de producción y las herramientas. Naturalmente, los producimos en grandes cantidades".

Los diseños de Bertone para Ferrari supusieron un cambio radical para esa compañía y provocaron la ira de su rival Pininfarina. Sus dos 250GT cupé fueron solo un presagio del controvertido 308GT4 de la década de 1970.
Estaba casado con Lilli y tenía dos hijas.

## Reconocimientos
- Fue incluido en el Salón de la Fama del Automóvil en 2006.[3] y en el Salón de la Fama Automotriz Europeo.